# Harry Gilmer
Pour les articles homonymes, voir Gilmer.
College Football Hall of Fame 1993
(en) Statistiques sur pro-football-reference
Harry Vincent Gilmer Jr. , né le 14 avril 1926 à Birmingham, en Alabama est mort le 20 août 2016 à Saint-Louis, dans le Missouri est un joueur professionnel américain de football américain, jouant au poste de halfback, quarterback et defensive back pour les Redskins de Washington et les Lions de Détroit en National Football League (NFL). Il est intronisé au College Football Hall of Fame en 1993.

## Jeunesse
Gilmer est né à Birmingham, en Alabama, où il fréquente et joue au football américain à la Woodlawn High School. Il utilise souvent la technique du saut en l'air pour passer le ballon car, enfant, il joue souvent à des jeux de ramassage avec des coéquipiers beaucoup plus âgés et donc plus grands que lui ; Gilmer est alors l'un des premiers joueurs à populariser la « passe sautée » lorsqu'il continue à utiliser cette technique au niveau universitaire.

## Carrière universitaire
Après le lycée, Gilmer joue au football universitaire pour le Crimson Tide de l'université de l'Alabama, où il est halfback gauche de 1944 à 1947. En première année, il a fait huit tentatives de passes sur 8 lors d'une défaite contre les Blue Devils de l'université Duke lors du Sugar Bowl. La meilleure année de Gilmer est sa deuxième saison, lorsqu'il a mène le pays dans les passes de touchdown - treize - et qu'il court pour neuf touchdowns. Il a 79 tentatives de course avec un gain moyen de sept yards et un pourcentage de passes de .648 sur 88 tentatives. Son offensive totale, 1 457 yards, lui vaut la deuxième place au pays. Gilmer endosse également le rôle de kick et punt returner et, dans sa première année, il retourne 37 punts pour une moyenne de 14,5 yards, qui est la meilleure au pays. Au cours de cette saison, Gilmer amène l'Alabama au Rose Bowl de 1946, où ils battent les Trojans de l'université de Californie du Sud 34-14. Au cours de sa carrière, Gilmer réussit 26 touchdowns, plus 24 à la course. Il fait des passes pour 2 894 yards et court pour 1 763 yards. Sa moyenne de punt est de 36,4 yards. Il a une moyenne de 28,7 yards sur les retours de kickoff et de 13,5 sur les retours de punt.

## Carrière professionnelle
Gilmer est sélectionné comme premier choix de la draft 1948 de la NFL (en) par les Redskins de Washington, où il joue de 1948 à 1954. Il est ensuite échangé aux Lions de Détroit contre Bert Zagers (en) et Bob Trout, et il y joue en 1955 et 1956.

## Vie privée
Après avoir pris sa retraite du football, Gilmer commence à entraîner, et est l'entraîneur-chef des Lions de 1965 à 1966. Gilmer est intronisé au Temple de la renommée des sports de l'Alabama en 1973 et au College Football Hall of Fame en 1993. En 1999, Sports Illustrated l'a nommé 37e plus grande figure du sport en Alabama. Gilmer est décédé le 20 août 2016, à l'âge de 90 ans. Jusqu'à sa mort, il a vécu à St. Louis avec ses enfants, petits-enfants et arrière-petits-enfants.

## Statistiques
| Année               | Équipe                 | MJ                  |         | Passes   | Passes | Passes | Passes | Passes | Passes | Passes  |       | Courses | Courses | Courses | Courses |
| Année               | Équipe                 | MJ                  | Tentées | Réussies | Pct.   | Yards  | TD     | Int.   | Éval.  | Tentées | Yards | Moy.    | TD      |         |         |
| 1948                | Redskins de Washington | 1                   | 5       | 2        | 40,0   | 69     | 0      | 0      | 87,8   | 0       | 0     | 0       | 0       |         |         |
| 1949                | Redskins de Washington | 12                  | 132     | 49       | 37,1   | 869    | 4      | 15     | 31,0   | 31      | 167   | 5,4     | 0       |         |         |
| 1950                | Redskins de Washington | 10                  | 141     | 63       | 44,7   | 948    | 8      | 12     | 50,8   | 22      | 145   | 6,6     | 1       |         |         |
| 1951                | Redskins de Washington | 10                  | 68      | 31       | 45,6   | 391    | 1      | 6      | 32,2   | 19      | 141   | 7,4     | 0       |         |         |
| 1952                | Redskins de Washington | 12                  | 58      | 31       | 53,4   | 555    | 4      | 4      | 80,7   | 100     | 365   | 3,7     | 0       |         |         |
| 1954                | Redskins de Washington | 12                  | 7       | 2        | 28,6   | 18     | 0      | 1      | 0,0    | 6       | 19    | 3,2     | 0       |         |         |
| 1955                | Lions de Détroit       | 8                   | 46      | 27       | 47,5   | 633    | 2      | 4      | 55,1   | 15      | 67    | 4,5     | 0       |         |         |
| 1956                | Lions de Détroit       | 11                  | 30      | 15       | 58,7   | 303    | 4      | 3      | 80,3   | 8       | 19    | 2,4     | 0       |         |         |
| Totaux aux Redskins | Totaux aux Redskins    | Totaux aux Redskins | 411     | 178      | 43,3   | 2 850  | 17     | 38     | 42,3   | 178     | 837   | 4,7     | 1       |         |         |
| Totaux aux Lions    | Totaux aux Lions       | Totaux aux Lions    | 168     | 85       | 50,6   | 936    | 6      | 7      | 62,0   | 23      | 86    | 3,7     | 0       |         |         |
| Totaux en NFL       | Totaux en NFL          | Totaux en NFL       | 579     | 263      | 45,4   | 3 786  | 23     | 45     | 48,0   | 201     | 923   | 4,6     | 1       |         |         |